# Miséricorde
Pour les articles homonymes, voir Miséricorde (homonymie).

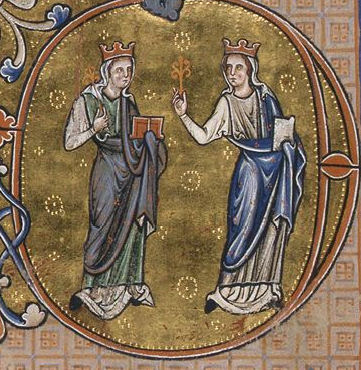
Illustration du Psaume 85 (84) : « Misericordia et Veritas » (חֶסֶד-וֶאֱמֶת). Psautier de Peterborough, v. 1220.

La miséricorde est l'un des attributs de Dieu dans les religions abrahamiques. Les fidèles de ces trois monothéismes ont le devoir de s'en inspirer dans leurs actions envers autrui, notamment par la pratique du pardon et de la charité.

## Définition
Käte Hamburger voit dans la miséricorde une sorte de charité active, ce qui la différencie de la compassion, simple sentiment qui relève du domaine des émotions et peut signifier, par extension, une « générosité entraînant le pardon, l'indulgence pour un coupable, un vaincu ».
Le terme « miséricorde » est répertorié en français au XIIe siècle dans le Psautier d'Oxford pour signifier la « bonté par laquelle Dieu pardonne aux hommes », et, à la même époque, la « vertu qui porte à soulager les misères d'autrui ». 
Son étymologie renvoie au substantif latin misericordia, issu de l'adjectif misericors qui désigne l'homme dont le cœur (cor) est touché par le malheur ou la misère d'autrui. Par un transfert où Dominique Cerbelaud voit une forme d'anthropomorphisme, cette caractéristique humaine fait partie des attributs divins, comme en témoigne la Vulgate, traduction latine de la Torah : en dehors même du Nouveau Testament, le mot misericordia y apparaît 273 fois, le verbe misereor 137 fois et l'adjectif misericors 31 fois, presque toujours à propos de Dieu. 
Cependant, ces occurrences propres au Premier Testament correspondent, dans le texte original en hébreu, à trois racines différentes : RHM, HNN et HSD.

## Premier Testament
Dans le Tanakh, les principales racines qui désignent la miséricorde sont  ר-ח-ם (R-Ḥ-M, utérus), ח-נ-נ (Ḥ-N-N, grâce) et ח-ס-ד (Ḥ-S-D, charité).
La première de ces trois racines, R-Ḥ-M, rehem (utérus, ventre maternel), est volontiers commentée par les exégètes. Elle apparaît au pluriel dans le Tanakh : rah'amim (רחמים). Il s'agit d'un « pluriel de plénitude », qui désigne les entrailles de YHWH et la tendresse maternelle de Dieu pour son peuple et ses enfants, pour les petits et pour les pauvres. Le mot rah'amim s'applique à un acte fondé sur la confiance, dans une relation mutuelle entre deux personnes qui ont des obligations à remplir résultant de leurs engagements.

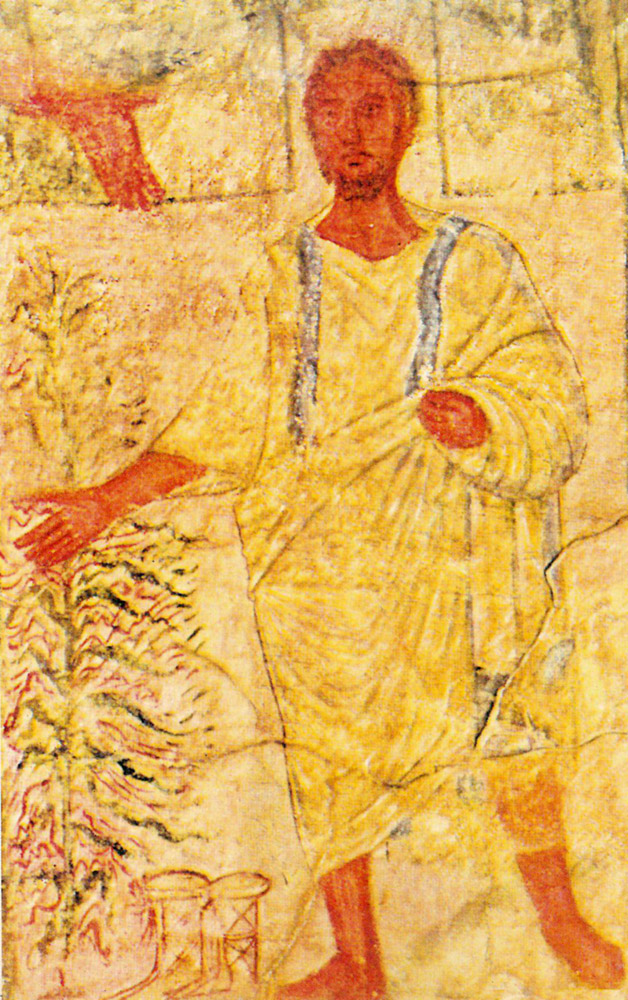
Moïse et le Buisson ardent, fresque de la synagogue de Doura Europos, IIIe siècle.

Dans le Livre de l'Exode, lors de la théophanie du Buisson ardent en présence de Moïse, le texte indique : « Et l’Éternel passa devant lui, et s’écria : L’Éternel, l’Éternel, Dieu miséricordieux et compatissant, lent à la colère, riche en bonté et en fidélité. » L'image de la tendresse maternelle est à la racine de la miséricorde divine : « Éphraïm est-il donc pour moi un fils si cher, un enfant tellement préféré, pour qu'après chacune de mes menaces je doive toujours penser à lui, et que mes entrailles s'émeuvent pour lui, que pour lui déborde ma tendresse ? (Livre de Jérémie 31:20) »,. On en trouve de nombreux exemples chez les prophètes de l’exil à Babylone. Le Livre d'Isaïe, entre autres, utilise la métaphore d’une femme qui se penche avec sollicitude sur les enfants qu’elle a portés dans ses entrailles. :

« Cieux, réjouissez-vous ! Terre, sois dans l’allégresse ! Montagnes, éclatez en cris de joie ! Car l’Éternel console son peuple, il a pitié de ses malheureux. Sion disait : L’Éternel m’abandonne, le Seigneur m’oublie ! Une femme oublie-t-elle l’enfant qu’elle allaite ? N’a-t-elle pas pitié du fruit de ses entrailles ? Quand elle l’oublierait, moi je ne t’oublierai point. »

Dominique Cerbelaud note que cet aspect maternel de Dieu apparaît constamment, dans le Tanakh, en corrélation avec le concept de justice divine, dans un « binôme justice/miséricorde » qui semble signifier « une complétude symbolique de la figure divine, laquelle intègre des traits aussi bien paternels que maternels ».
Dans le judaïsme, la miséricorde est la règle d'or entre les êtres humains. Cette doctrine trouve son origine dans plusieurs passages scripturaires, notamment le Lévitique 19:18, le Deutéronome, le Livre d'Ézéchiel ou le Livre d'Isaïe, en particulier au chapitre 58 : 

« Voici le jeûne auquel je prends plaisir : détache les chaînes de la méchanceté, dénoue les liens de la servitude, renvoie libres les opprimés, et que l’on rompe toute espèce de joug ; partage ton pain avec celui qui a faim, et fais entrer dans ta maison les malheureux sans asile ; si tu vois un homme nu, couvre-le, et ne te détourne pas de ton semblable »

## Traductions et deutérocanoniques
La Septante, version grecque de l’Ancien Testament destinée d'abord aux juifs et ensuite aux chrétiens, traduit רחמים par ἔλεος (éleos), terme qui insiste sur l'émotion et le sentiment inhérents à la compassion, tout en recouvrant en grande partie le champ sémantique de rahamim. Le mot grec désignant l'œuvre de miséricorde, ἐλεημοσύνη, eleemosynè, devenu, par altération populaire dans le latin ecclésiastique, *alemosina, est à l'origine du mot « aumône ».
La version latine de la Vulgate traduit les « entrailles » de la tradition juive par misericordia, du verbe misereo (« avoir pitié ») et du substantif cor (« cœur »), par exemple dans le Psaume 85 (84), 10/11, qui lie cette notion à celle de fidélité : חֶסֶד-וֶאֱמֶת נִפְגָּשׁוּ; צֶדֶק וְשָׁלוֹם נָשָׁקוּ : « Misericordia et veritas obviaverunt sibi ; iustitia et pax osculatae sunt. » À cette « miséricorde », Louis Segond préfère le mot « bonté » : « La bonté et la fidélité se rencontrent, la justice et la paix s’embrassent. »
Dans le Livre de Tobie, écrit tardif qui fait partie des textes deutérocanoniques, il est demandé à l’homme de faire miséricorde dans son action : « La prière est bonne avec le jeûne, et l'aumône vaut mieux que l'or et les trésors. Car l'aumône délivre de la mort, et c'est elle qui efface les péchés, et qui fait trouver la miséricorde et la vie éternelle. »

## Christianisme

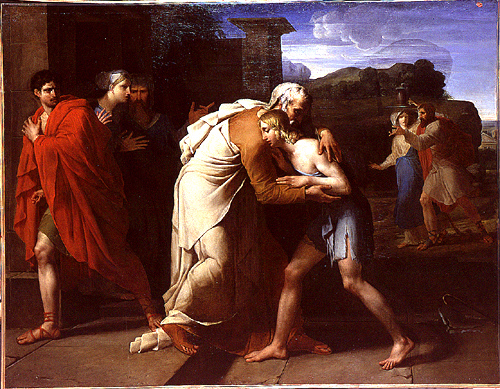
Le Retour du Fils prodigue par Félix Boisselier, 1806.

### Nouveau Testament

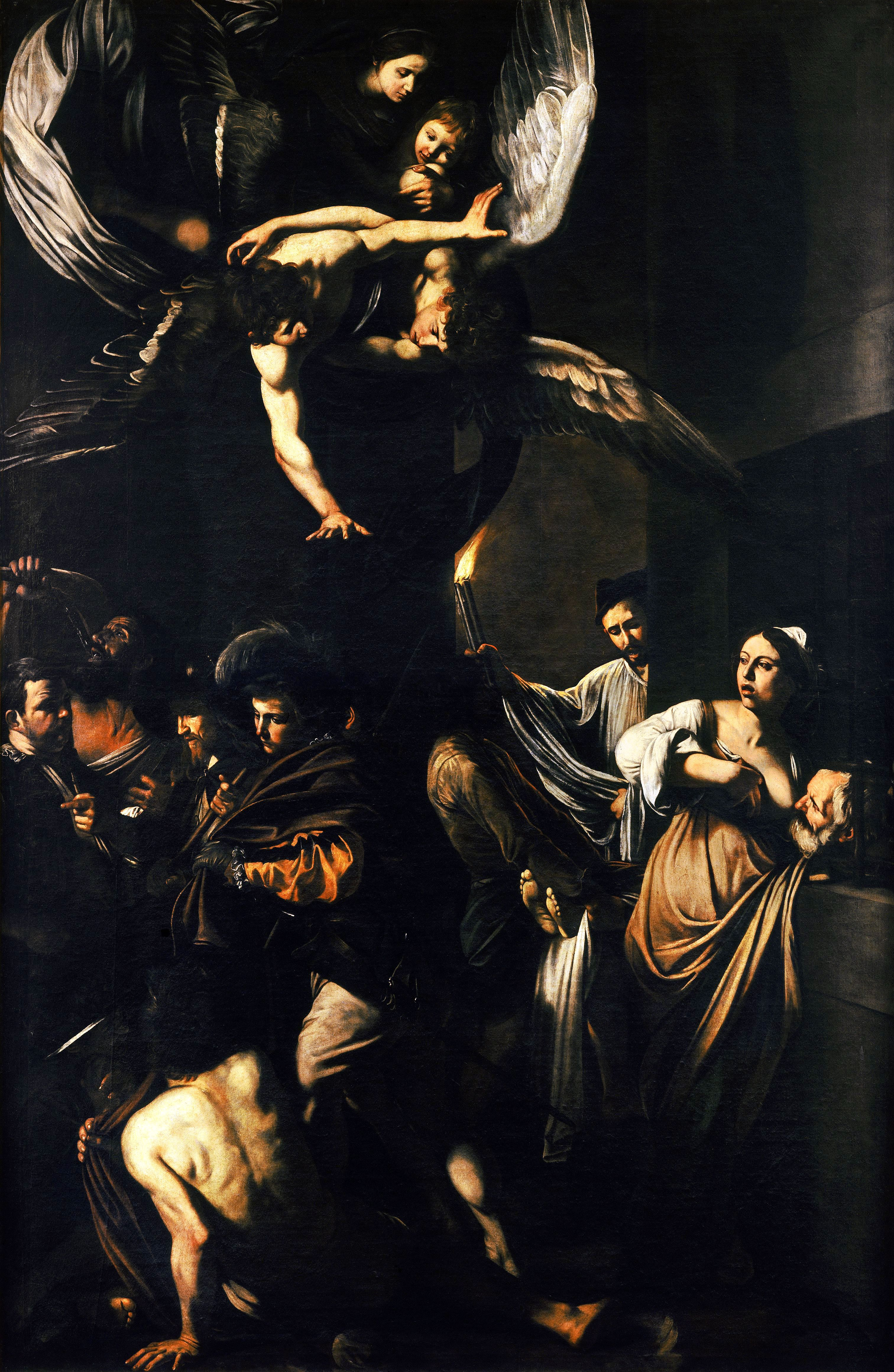
Les Sept Œuvres de miséricorde, par Le Caravage (1607), Pio Monte della Misericordia de Naples.

Le mot « miséricorde » est prononcé à deux reprises par Marie dans le Magnificat lorsqu'elle apprend qu'elle porte Jésus dans ses entrailles : « Sa miséricorde s’étend d’âge en âge sur ceux qui le craignent. [...] Il a secouru Israël, son serviteur, et il s’est souvenu de sa miséricorde, comme il l’avait dit à nos pères, envers Abraham et sa postérité pour toujours. »
L'Évangile selon Luc se réfère à Dieu dans la parabole du Fils prodigue comme à un père généreux et prêt à pardonner à tout moment, en exemple de ce que peut signifier la miséricorde : une sollicitude non méritée et due à un amour inconditionnel. De même, dans le Sermon sur la montagne, Jésus bénit les miséricordieux : « Heureux les miséricordieux, il leur sera fait miséricorde » (Mt 5:7). Il insiste sur la miséricorde dans diverses paraboles, comme le Bon Samaritain ou la dette,.
La miséricorde humaine, loin d'être un préalable à la miséricorde de Dieu, en est la conséquence directe : « Soyez miséricordieux, comme votre Père est miséricordieux ! »
L’apôtre Paul souligne le fait que l’homme pécheur dépend du pardon de Dieu. Par miséricorde, Dieu sauve les pécheurs, soit parce qu’ils se sont repentis, soit parce qu’ils sont venus à la conversion et qu’ils ont fait le bien. L’Épître aux Éphésiens, texte de l’école paulinienne, développe cette idée.

### Les œuvres de miséricorde
Pour l'ensemble des confessions chrétiennes, la miséricorde n’est pas innée chez l’homme : il s'agit d'une qualité divine que possède l’homme grâce à l’amour de Dieu et qui lui est insufflée par l'Esprit saint sous une forme inépuisable.
La notion chrétienne de la miséricorde divine exige que l'homme se comporte de la même façon envers son prochain, en accomplissant des « œuvres de miséricorde ». On en dénombre sept : nourrir les affamés ; donner à boire à ceux qui ont soif ; vêtir ceux qui sont nus ; accueillir les étrangers ; assister les malades ; visiter les prisonniers ; ensevelir les morts. Ces œuvres occupent une place essentielle dans l'histoire du salut.
Les six premières œuvres sont énoncées dans le Discours sur le mont des Oliviers, au chapitre 25 de l'Évangile selon Matthieu : 

« Alors le roi dira à ceux qui seront à sa droite : Venez, vous qui êtes bénis de mon Père ; prenez possession du royaume qui vous a été préparé dès la fondation du monde. Car j’ai eu faim, et vous m’avez donné à manger ; j’ai eu soif, et vous m’avez donné à boire ; j’étais étranger, et vous m’avez recueilli ; j’étais nu, et vous m’avez vêtu ; j’étais malade, et vous m’avez visité ; j’étais en prison, et vous êtes venus vers moi. [...] Je vous le dis en vérité, toutes les fois que vous avez fait ces choses à l’un de ces plus petits de mes frères, c’est à moi que vous les avez faites. »

La septième œuvre, l'ensevelissement des morts, a été ajoutée vers 310 par Lactance, l'un des Pères de l'Église, en référence au Livre de Tobie, et s’est inscrite dans la tradition catéchétique. 
L'Église catholique définit quatorze œuvres de miséricorde : sept qui relèvent du corps et sept qui relèvent de l'esprit, selon la distinction entre temporel et spirituel.

### La théologie de la miséricorde
Le Nouveau Testament insiste à de multiples reprises sur la gratuité du salut, par exemple lorsque Paul écrit dans l'Épître aux Éphésiens : « Cela ne vient pas de vous, c'est le don de Dieu ». 
Ce don est accordé par Dieu sans condition préalable. Au regard de la miséricorde dont le chrétien est censé faire preuve, la question se pose de déterminer jusqu'à quel point il doit gagner son salut par ses œuvres, autrement dit par son obéissance aux prescriptions du Décalogue et du Sermon sur la montagne. L'idée que le salut ne s'obtient que par le mérite entrerait en contradiction avec la doctrine néotestamentaire de la gratuité du salut, elle sous-entendrait que le croyant se sauve lui-même, et, à la suite d'Augustin, elle est réfutée par le catholicisme comme par le protestantisme.

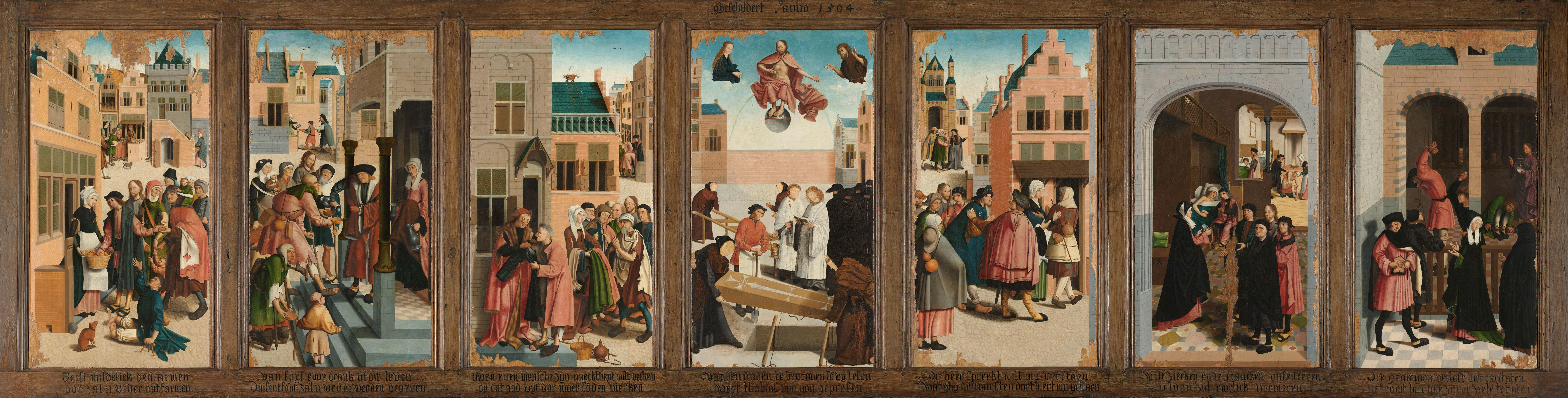
Polyptyque des Sept Œuvres de miséricorde, par le Maître d'Alkmaar (1504), pour la Grande église Saint-Laurent de Alkmaar.

L'Église catholique, notamment à partir du concile de Trente (1545-1563), a adopté une position que les théologiens nomment le « synergisme », du grec syn (« avec ») et ergon (« acte », « action »),. Selon cette doctrine, le salut résulte d'un travail commun entre Dieu et l'homme, ce dernier étant toujours faillible : Dieu tient alors compte de sa bonne volonté et se porte à son secours pour l'aider dans ses efforts. Cette optique est également celle de l'Église orthodoxe.
L'enseignement catholique à ce sujet a fait l'objet de plusieurs encycliques, dont celle de Jean-Paul II, Dives in misericordia (1980). En 2013, dans sa lettre d'exhortation apostolique Evangelii gaudium, le pape François reprend une affirmation du concile Vatican II : « Il existe un ordre ou une ‘hiérarchie’ des vérités de la doctrine catholique » et étend cette hiérarchisation au message moral de l'Église. Il cite à ce propos la Somme théologique de Thomas d'Aquin, qui postule cette hiérarchie « dans les vertus et dans les actes qui en procèdent », avec une référence à l'Épître aux Galates qui traite de « la foi opérant par la charité ». Le pape François déclare à sa suite que, dans la grâce de l'Esprit saint, la miséricorde est « la plus grande de toutes les vertus », car « se montrer miséricordieux est regardé comme le propre de Dieu, et c’est par là surtout que se manifeste sa toute-puissance ».
Le protestantisme, luthérien ou réformé, considère que le salut ne vient que de Dieu, qui fait grâce à l'homme alors que celui-ci ne le mérite pas.
Ces deux conceptions, pour divergentes qu'elles soient, ne se traduisent pas par des différences fondamentales dans la pratique caritative des uns et des autres. Si différence il y a, remarque André Gounelle, c'est surtout en termes de motivations : « Le catholique classique agit pour obtenir le salut, afin de gagner la grâce de Dieu. Le protestant agit parce que Dieu lui a fait grâce, par reconnaissance et amour envers celui qui l'a sauvé. »

### Chapelet et fête de la Miséricorde
L'Église catholique reconnaît la prière du chapelet de la Divine Miséricorde que la religieuse polonaise Faustine Kowalska dit avoir reçue lors d'une vision.
Le 30 avril 2000, deuxième dimanche de Pâques et jour de la canonisation de Faustine Kowalska à Rome, Jean-Paul II a institué pour l’Église catholique le dimanche de la Miséricorde. Si le pénitent célèbre cette fête par une sincère et repentante confession, en communiant ensuite, tout en accomplissant également la neuvaine spécifique en amont, la dimension du dimanche de la Miséricorde relève d'une grâce spéciale accordée par le Christ qui dépasse tous les sacrements hormis le baptême.

## Islam

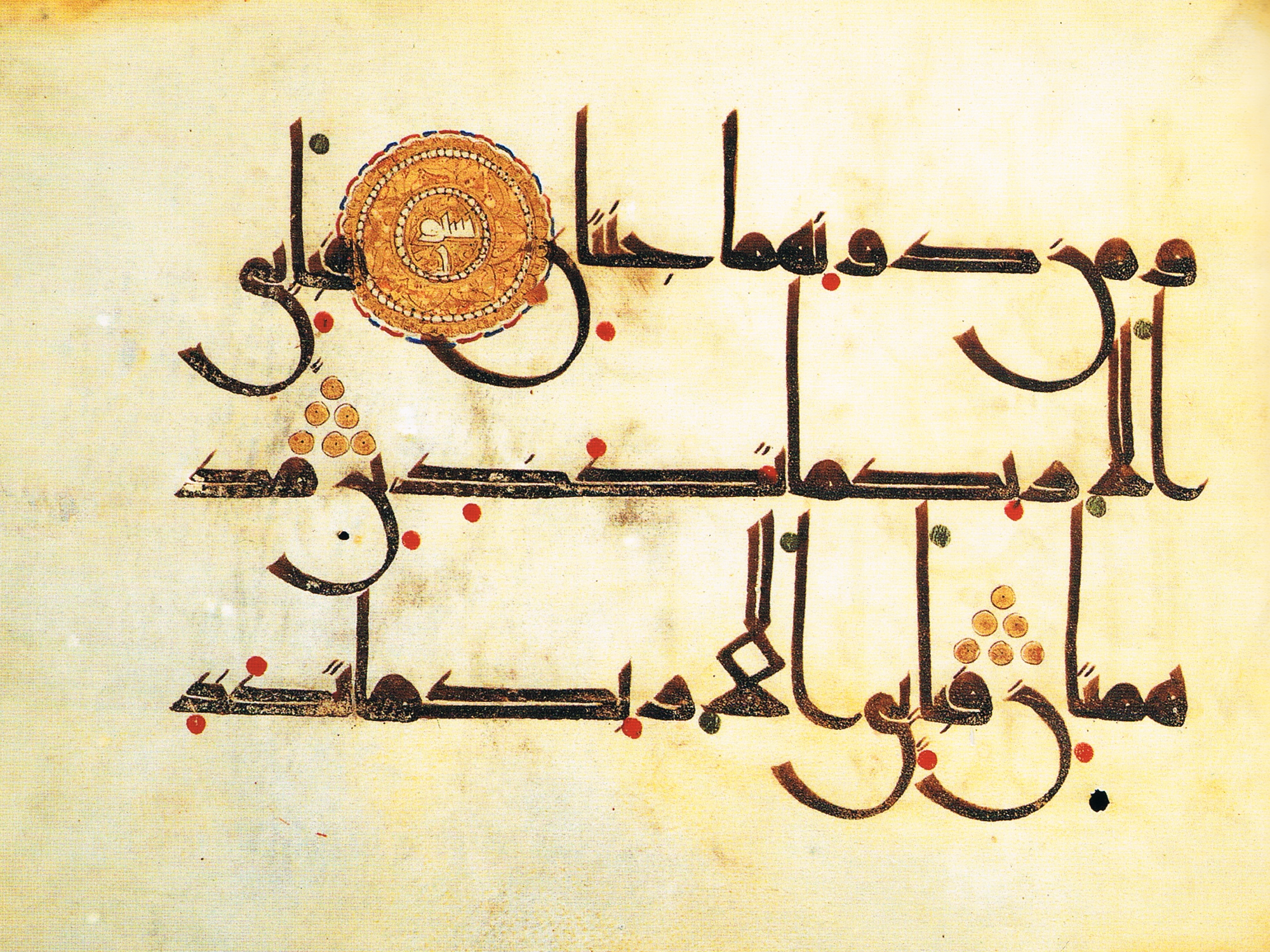
Feuillet de la sourate 55, intitulée « Le Tout-Miséricordieux » (Ar-Rahmān, الرحمن), Xe siècle.

La miséricorde et la clémence font partie des principales caractéristiques d'Allah. Il est à la fois le « Tout-Miséricordieux » (Ar-Rahmān, الرحمن), dont la clémence envers ses créatures précède toujours sa colère, et le « Très-Miséricordieux » (Ar-Rahīm, الرحيم) envers ce qu'Il a créé. 
Si la colère divine est présente dans l'islam, la dimension miséricordieuse de Dieu est constamment mise en exergue. Cet aspect est rappelé, à la seule exception de la sourate 9, au début de chaque sourate du Coran qui commence toujours par la formule de la Basmala : « Au nom d'Allah, le Très-Miséricordieux, le Tout-Miséricordieux ». La Basmala citée en entier, بِسْمِ ٱللَّٰهِ ٱلرَّحْمَٰنِ ٱلرَّحِيمِ (Bi-ismi 'llāhi al-Rahmāni al-Rahīm), peut aussi se traduire par « Au nom d'Allah le Clément, le Miséricordieux ».  Ainsi le nom « Allah », qui est celui de la révélation divine, s'inscrit-il dans l'intensité d'une miséricorde absolue et universelle.
La zakât (aumône), troisième des cinq Piliers de l'islam, est l'une des principales obligations des croyants. Un hadith affirme :

« Ceux qui ne sont pas miséricordieux n'obtiendront pas la miséricorde. »